# Liberty (Kentucky)
Liberty és una població dels Estats Units a l'estat de Kentucky. Segons el cens del 2000 tenia 1.850 habitants.

## Demografia
Segons el cens del 2000, Liberty tenia 1.850 habitants, 875 habitatges, i 494 famílies. La densitat de població era de 408,2 habitants/km².
Dels 875 habitatges en un 20,6% hi vivien nens de menys de 18 anys, en un 38,2% hi vivien parelles casades, en un 15,5% dones solteres, i en un 43,5% no eren unitats familiars. En el 41,1% dels habitatges hi vivien persones soles el 23% de les quals corresponia a persones de 65 anys o més que vivien soles. El nombre mitjà de persones vivint en cada habitatge era d'1,98 i el nombre mitjà de persones que vivien en cada família era de 2,65.
Per edats la població es repartia de la següent manera: un 17,9% tenia menys de 18 anys, un 7,7% entre 18 i 24, un 22% entre 25 i 44, un 24,4% de 45 a 60 i un 28% 65 anys o més.
L'edat mediana era de 47 anys. Per cada 100 dones de 18 o més anys hi havia 70,9 homes.
La renda mediana per habitatge era de 18.525 $ i la renda mediana per família de 27.105 $. Els homes tenien una renda mediana de 25.954 $ mentre que les dones 18.173 $. La renda per capita de la població era de 14.269 $. Entorn del 24,9% de les famílies i el 28,3% de la població estaven per davall del llindar de pobresa.

## Poblacions més properes
El següent diagrama mostra les poblacions més properes.